# NGC 3410
NGC 3410 ist eine Balken-Spiralgalaxie vom Hubble-Typ SBa im Sternbild Großer Bär am Nordsternhimmel. Sie ist schätzungsweise 372 Millionen Lichtjahre von der Milchstraße entfernt.
Das Objekt wurde am 1. April 1878 von Lawrence Parsons entdeckt.